# Heliconius subnubilus
Heliconius subnubilus är en fjärilsart som beskrevs av Hans Ferdinand Emil Julius Stichel 1906. Heliconius subnubilus ingår i släktet Heliconius och familjen praktfjärilar. Inga underarter finns listade i Catalogue of Life.